# Winco (Automarke)
Winco war eine britische Automobilmarke aus der Zeit von 1913 bis 1916. Hersteller war Stringer & Co. in Sheffield.

## Beschreibung
Das erste Modell, der 8 hp, kam 1913 heraus und wurde von einem wassergekühlten Zweizylinder-Reihenmotor mit 1119 cm³ Hubraum angetrieben. Der 3734 mm lange und 1524 mm breite Wagen hatte einen Radstand von 2896 mm und eine Spurweite von 1219 mm.
1915 ersetzte der 9 hp dieses erste Modell. Der Hubraum des ansonsten gleichen Fahrzeuges war auf 1069 cm³ reduziert. So wurde der Wagen bis 1916 angeboten.
Nach dem Ersten Weltkrieg lieferte der Hersteller Fahrzeuge und dem Namen Stringer-Winco.

## Modelle
| Modell | Bauzeitraum | Zylinder | Hubraum  | Radstand |
| ------ | ----------- | -------- | -------- | -------- |
| 8 hp   | 1913–1914   | 2 Reihe  | 1119 cm³ | 2896 mm  |
| 9 hp   | 1915–1916   | 2 Reihe  | 1069 cm³ | 2896 mm  |